# Saint-Bueil
Saint-Bueil là một xã của tỉnh Isère, thuộc vùng Rhône-Alpes, đông nam nước Pháp.